# Kuba himnusza
Kuba himnusza a La Bayamesa (Bayamói Himnusz) 1868-ban született, 1902 óta hivatalosan Kuba himnusza. A kommunista hatalom sem változtatta meg. Szövegét és zenéjét is Perucho Figueredo szerezte.
- Nem tudod lejátszani a fájlt? Olvasd el a Wikipédia:Médiafájlok lapot.

## Szövege

### Eredeti spanyol szöveg
Al combate, corred, Bayameses,

Que la Patria os contempla orgullosa;

No temáis una muerte gloriosa,

Que morir por la Patria es vivir.

En cadenas vivir, es vivir

En afrenta y oprobio sumido;

Del clarín escuchad el sonido;

¡A las armas, valientes, corred!

### Magyar fordítás
("Bayamóiak, fussatok a csatába,

A Haza büszkén tekint rátok,

Ne féljetek a hősi haláltól,

Meghalni a Hazáért életet jelent.

Láncokban élni annyi mint

Becstelenül és gyalázatban élni,

Halljátok a kürt hangját,

Előre, bátrak, a fegyverekhez, futás!")

## Külső hivatkozások
- http://szbszig.atw.hu/cuba.htm